# 阿豪斯
阿豪斯（德語：Ahaus，發音：[ˈaːhaʊs] ⓘ）是德国北莱茵-威斯特法伦州明斯特行政区博尔肯县的城市，临近荷兰，面积151.24平方千米，2023年12月31日人口为40,580人。

## 友好城市
阿豪斯共与两座城市结为友好城市关系：
- 法國 阿让特雷-迪普莱西（1976年）
- 荷蘭 哈克斯贝亨（1988年）